# Новосеславино
Новосеславино — село в Первомайском районе Тамбовской области. Административный центр сельского поселения Новосеславинский сельсовет. Расположено в 17 км к северо-востоку от посёлка Первомайский.

## История
Дата основания не установлена. Упоминается с 1848 года. В тот год там была построена деревянная церковь Архистратига Михаила.. 
Название позволяет предположить, что первые поселенцы прибыли из села Старосеславино. 
В 1914 году — крупнейшее село Никольской волости Козловского уезда Тамбовской губернии.

## Население
| 1914 | 2010 |
| ---- | ---- |
| 3957 | ↘803 |